# Troy Polamalu
Troy Aumua Polamalu (Garden Grove, 19 aprile 1981) è un ex giocatore di football americano statunitense che ha militato nel ruolo di strong safety per tutta la carriera con i Pittsburgh Steelers della National Football League. Fu scelto come sedicesimo assoluto nel Draft NFL 2003. Al college ha giocato a football alla University of Southern California. Nel 2020 è stato introdotto nella Pro Football Hall of Fame

## Carriera universitaria
Al college, Polamalu giocò con gli USC Trojans, squadra rappresentativa dell'Università della California del Sud, dal 1999 al 2002. Con essi fu selezionato come All-American ed inserito due volte nella formazione ideale della Pac-10.

## Carriera professionistica

### Pittsburgh Steelers
Al Draft 2003, Polamalu fu selezionato come sedicesima scelta assoluta dagli Steelers, con cui firmò un contratto quinquennale del valore di 8,275 milioni di dollari, la prima safety della storia a venire selezionata nel primo giro da Pittsburgh. Debuttò nella NFL il 7 settembre 2003 contro i Baltimore Ravens.
Trovò subito spazio nella difesa di Pittsburgh e già nella sua terza stagione (2005)  pareggiò il record di sack, 3, messi a segno in una singola gara da una safety. Nel 2007 fu convocato per il quarto Pro Bowl consecutivo, partendo come titolare nel lato debole della squadra della AFC, giocando accanto alla free safety dei Baltimore Ravens Ed Reed. La rivalità nata tra i due nelle gare della stessa division fu evidente e i due lottarono per il possesso della propria zona e per riuscire a fermare l'halfback New York Giants Tiki Barber. Nel 2005, Troy fu selezionato nell'All-Pro Second Team mentre nel 2006 fu inserito nel First-Team.
La sua prima apparizione al Super Bowl avvenne nel Super Bowl XL nella stagione 2005, quando i Pittsburgh Steelers conquistarono il quinto anello della storia della franchigia, grazie alla vittoria per 21–10 sui Seattle Seahawks.

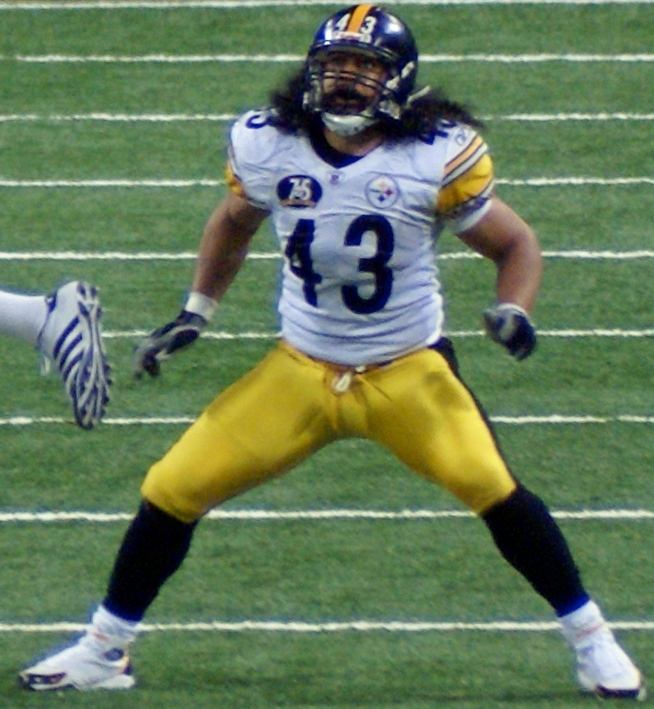
Polamalu nel 2007.

Il 23 luglio 2007, Polamalu firmò un'estensione contrattuale di quattro anni per 30 milioni di dollari, 15 dei quali garantiti. Fu nominato riserva nel Pro Bowl 2008 malgrado nessun intercetto messo a segno in stagione in sole 11 gare giocate a causa di diversi infortuni che tormentarono la sua annata. Gli infortuni continuarono nell'estate 2008, quando, a causa di una lacerazione al tendine del ginocchio, fu costretto a rinunciare al training camp degli Steelers. Riuscì tuttavia a recuperare in tempo per l'inizio della stagione regolare. Nella finale della AFC di quell'anno, ritornò il suo quarto intercetto in carriera in touchdown, contribuendo alla qualificazione della sua squadra al Super Bowl XLIII, vinto contro gli Arizona Cardinals, 27–23.

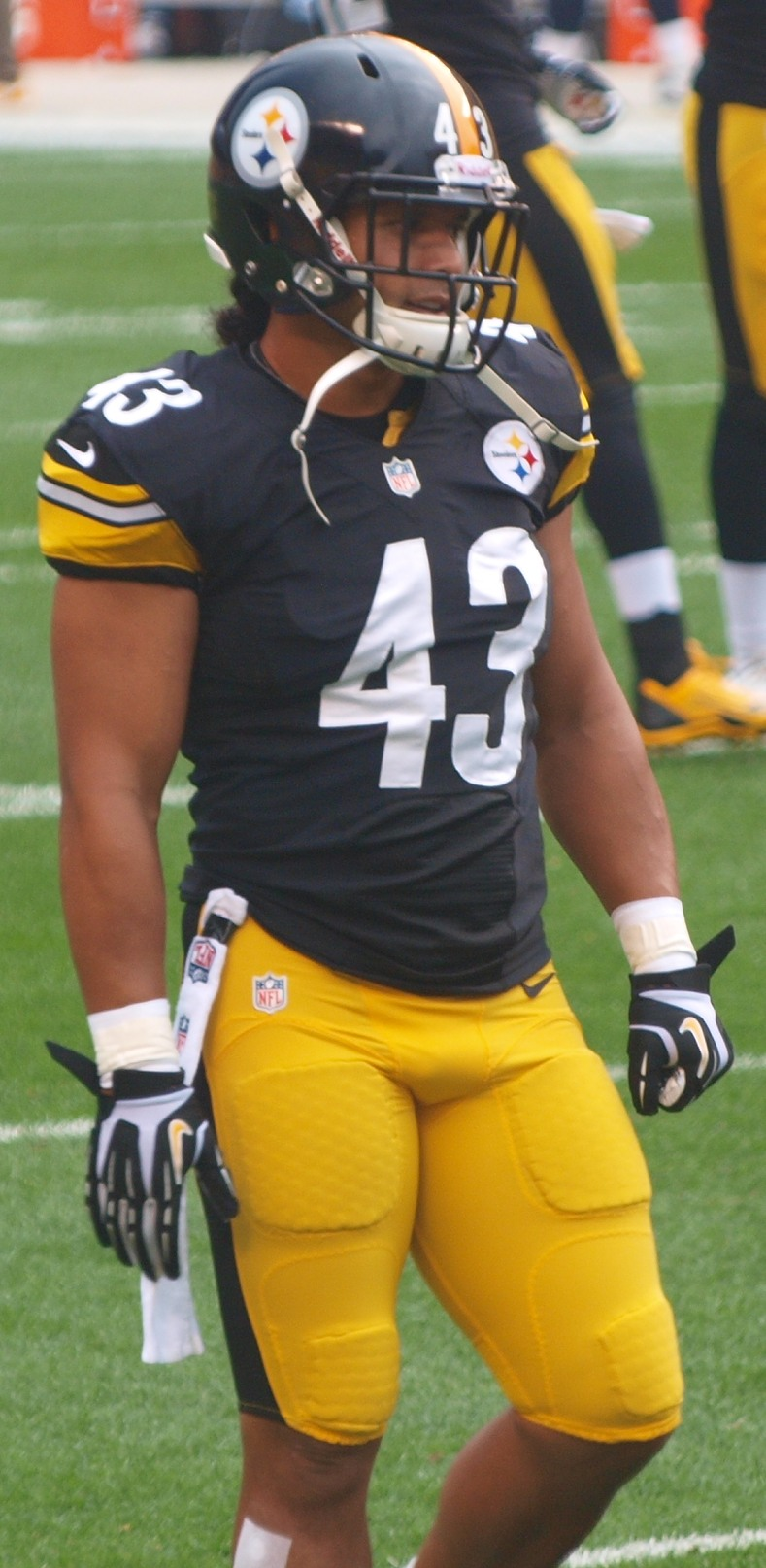
Polamalu nel 2013 contro i Titans.

Nella gara di debutto della stagione 2009 contro i Tennessee Titans, Polamalu mise a segno sei tackle e un intercetto, prima di infortunarsi tentando di recuperare il pallone dopo un field goal bloccato. La conseguente lesione del legamento mediale collaterale lo costrinse a perdere le successive quattro partite. Fece ritorno nella settimana 6 contro Cleveland Browns, ma si infortunò nuovamente contro i Bengals.
Nella prima gara della stagione 2010 Atlanta Falcons, Polamalu mise a segno un intercetto a meno di due minuti dal termine, che permise poi agli Steelers di andare a vincere nei supplementari. Fu ancora decisivo nella settimana 13 contro i Ravens forzando un fumble con sack cui seguì un touchdown di Isaac Redman che assicurò a Pittsburgh la vittoria per 13-10. Sette giorni dopo, contro i Bengals, Polamalu anticipò Terrell Owens intercettando Carson Palmer e ritornando il pallone per 45 yard touchdown. In quella azione si infortunò nuovamente alla caviglia, ma riuscì a rimanere in campo, facendo registrare un altro intercetto più avanti nella partita. Perse due gare per colpa di quest'infortunio, ma tornò in campo nell'ultimo turno contro i Browns, dove intercettò Colt McCoy. Il 31 gennaio 2011 fu premiato come miglior difensore dell'anno della NFL, superando il linebacker dei Green Bay Packers Clay Matthews per 17 voti a 15. Gli Steelers raggiunsero il terzo Super Bowl nell'arco di sei anni, ma questa volta furono sconfitti dai Packers per 31-25
Nel 2012, Polamalu si infortunò al polpaccio destro durante la pre-stagione e, malgrado gli Steelers l'avessero tenuto nel roster attivo, perse metà della stagione. Nella settimana 14 della stagione successiva, contro i Miami Dolphins, intercettò Ryan Tannehill e ritornò il pallone per 19 yard in touchdown.
Il 5 marzo 2014, Polamalu firmò un'estensione contrattuale con Pittsburgh. Disputò però solo un'ultima stagione con la squadra, per la prima volta dal 2007 senza fare registrare alcun intercetto. Il 9 aprile 2015 annunciò il proprio ritiro dopo dodici stagioni.

## Palmarès

### Franchigia
- Super Bowl : 2

Pittsburgh Steelers: XL, XLIII
- American Football Conference Championship: 3

Pittsburgh Steelers: 2005, 2008, 2010

### Individuale
- Miglior difensore dell'anno della NFL: 1

2010
- Convocazioni al Pro Bowl: 8

2004, 2005, 2006, 2007, 2008, 2010, 2011, 2013
- All-Pro: 5

2004, 2005, 2008, 2010, 2011
- Miglior difensore della settimana della AFC: 5
- Formazione ideale della NFL degli anni 2000
- Pro Football Hall of Fame (classe del 2020)

## Famiglia
Il nipote di Polamalu, Isaiah Pola-Mao, nel 2022 ha iniziato la sua carriera da professionista nella NFL.
Lo zio di Troy, Kennedy Polamalu, ha ricoperto il ruolo di allenatore dei running back o dell'attacco in franchigie della NFL (Minnesota Vikings e Las Vegas Raiders ) e in squadre di college (UCLA Bruins e USC Trojans).